# Sinan Turhan
Sinan Turhan (* 10. Februar 1958 in Bilecik) ist ein ehemaliger türkischer Fußballspieler und heutiger -trainer.

## Sportliche Karriere

### Im Verein
Sinan Turhan begann seine Karriere bei Adana Demirspor. Sowohl in der Saison 1977/78 als auch 1978/79 wurde Turhan Torschützenkönig des türkischen Fußballpokals. In beiden Spielzeiten erzielte er vier Tore, 1978 teilte sich Turhan den 1. Platz mit Bünyamin Çulcu, Sedat Özden und Cengiz Yazıcıoğlu. 1979 waren es mit Turhan neun Spieler (Halil Ağan, Raşit Çetiner, Mustafa Denizli, Vehbi Günay, Reşit Kaynak, Sedat Özden, Bora Öztürk und Sava Paunovic).
Zur Saison 1979/80 wechselte der Stürmer zu Çaykur Rizespor. In Rize spielte Turhan zwei Jahre lang und ging danach zu Galatasaray Istanbul. Bei den Gelb-Roten gewann er in seiner ersten Saison den türkischen Pokal. Im Hinspiel des Finales traf Turhan zur 1:0-Führung. Sinan Turhan blieb bis zum Ende der Saison 1982/83 bei Galatasaray.
Im Sommer 1984 wechselte er zu Sakaryaspor. Nach der Saison 1985/86 machte er in 35 Saisonspielen 12 Tore, das war seine beste Leistung in der 1. Liga. Trotz seiner persönlich besten Leistung stieg Sakaryaspor in die 2. Liga ab. Der direkte Wiederaufstieg gelang Sakaryaspor in der Folgesaison. Ende der Saison 1987/88 wurde Turhan ein zweites Mal türkischer Pokalsieger. Er verließ einige Monate später Sakaryaspor und wurde Spieler von Mersin İdman Yurdu.
Die Spielzeit 1992/93 bei İçel Polisgücü war seine letzte und er beendete seine Karriere.

### In der Nationalmannschaft
Für die Türkei U-21 spielte Sinan Turhan von 1977 bis 1981.

## Trainerkarriere
Sinan Turahn ist von 1994 bis 2005 unter anderem bei Çanakkale Dardanelspor, Altay İzmir und Gençlerbirliği Ankara als Co-Trainer tätig gewesen.

## Erfolge

### Mit seinen Vereinen
Galatasaray Istanbul
- Türkischer Fußballpokal: 1982

Sakaryaspor
- Zweitligameister 1986/87
- Türkischer Fußballpokal: 1988

### Individuell
- Torschützenkönig der Türkiye Kupası: 1978, 1979